# ان‌جی‌سی ۱۴۳۵
ان‌جی‌سی ۱۴۳۵ یک سحابی بازتابی است که دور ستارهٔ میروپ در خوشه پروین را فراگرفته است.